# Büdelsdorf
Büdelsdorf (in danese Bydelstorp) è un comune di 10 456 abitanti dello Schleswig-Holstein, in Germania.
Appartiene al circondario (Kreis) di Rendsburg-Eckernförde (targa RD) ed ha lo status di città.